# OGLE-TR-113b
OGLE-TR-113bは恒星OGLE-TR-113の周囲を公転する太陽系外惑星である。
2002年、Optical Gravitational Lensing ExperimentはOGLE-TR-113の光度曲線が周期的に変動していることを検出した。これは惑星程度の大きさの天体が恒星表面を通過していることを示していた。ただし質量の小さな赤色矮星や褐色矮星が惑星の通過に似た光度変化を生み出す場合もあるため、天体の質量を推定するために視線速度の測定が必要であった。2004年にこの天体は新しい太陽系外惑星であることが明らかとなった。
この惑星は木星の1.08倍の質量を持つ。軌道傾斜角の値が既知のため、値が正確に求められる。有名なペガスス座51番星bやHD 209458 bと比べても主星の非常に近くの軌道を1.43日の周期で公転する。恒星からの加熱効果に関わらず、半径は木星よりも9%大きいだけである。このタイプの惑星は「スーパーホットジュピター」と呼ばれる。